# Bannrecht
Als Bannrecht (Zwangsrecht, Banngerechtigkeit) wird eine Gewerbegerechtigkeit bezeichnet, die darin besteht, die Einwohner eines Gebietes ihre Bedürfnisse ausschließlich von einem bestimmten Gewerbebetrieb befriedigen zu lassen. Die Bannrechte entstanden im Mittelalter und waren weit verbreitet und vielfältig. Da sie der Gewerbefreiheit und der Marktwirtschaft zuwiderlaufen, schaffte der Gesetzgeber sie im 19. Jahrhundert ab. In der Regel stellten die Bannrechte nicht ein Verbot dar, ein bestimmtes Gewerbe in einem Bezirk auszuüben, sondern ein Verbot an den Abnehmer, von Nichtberechtigten die fraglichen Dienstleistungen nachzufragen.

## Einzelne Bannrechte
- Mühlenrecht: Das verbreitetste Bannrecht war der Mühlenbann oder Mühlenzwang, bei dem die Einwohner eines Gebietes verpflichtet waren, ihr Getreide ausschließlich bei einer Mühle (Bannmühle) mahlen zu lassen.

- Braurecht: Zu den Bannrechten gehörten auch die Braurechte; infolgedessen durfte nicht bloß innerhalb eines Bezirks keine andere Brauerei errichtet werden, sondern auch alle Schenk- und Gastwirte, bisweilen selbst alle Privatpersonen, waren gezwungen, sich nur vom Berechtigten ihr Bier zu einem bestimmten Preis zu beschaffen (Brau- oder Bierbann bzw. Bierzwang).

- Weinrecht: Ein ähnliches Recht übten hier und da Keltereien in Bezug auf den Weinkonsum eines gewissen Bezirks aus. Analog besteht der Kelterzwang (Weinkelterbann) oder das Recht, von allen Weinbauern eines gewissen Bezirks oder wenigstens von einer Klasse derselben zu fordern, dass sie ihre Trauben auf der Bannkelterei keltern oder wenigstens die festgesetzte Abgabe (Kelterwein) dafür entrichten. Mancherorts wurde der sogenannte Kelterbann, der den Betrieb von Keltern nur adligen und geistlichen Grundherren erlaubte, erst im 19. Jahrhundert aufgehoben.

- Stadtrecht/Landrecht (Mittelalter): Als Meilenrecht wurde das Privileg einer Stadt bezeichnet, wonach niemand ohne die Genehmigung der Stadt in einem Umkreis von einer oder mehrerer Meile Wegs um die Stadt ein bestimmtes Gewerbe, Gastronomie oder Handwerk betreiben darf. Diese Bannmeile wurde nur an großen Markttagen aufgehoben.

- Jagdrecht: Ein Wildbann bezeichnet ein besonderes königliches Jagdrecht im Mittelalter. Ab Ende des 14. Jahrhunderts wurden für die Bewirtschaftung von Forsten spezielle Vorschriften erlassen und diese damit einer Forsthoheit unterstellt.

- Baderecht: Eine Bannbadstube (oder Bannbad) war ein an einen Bader verpachtetes öffentliches Bad, das dem Bannrecht unterlag.

Weiterhin gab es auch in manchen Regionen einen Branntweinzwang, Fleischzwang, Schmiedezwang, Zwangsbleichen oder Backofenzwang.

## Ursprung der Bannrechte
Man kann den Ursprung der Bannrechte auf unterschiedliche Wurzeln zurückführen.
- Die meisten hatten offenbar bloß in dem Machtgebot der kleineren oder größeren Feudalherren ihren Grund. Was diese befahlen, galt für Recht, und so entstand für die Untertanen neben anderen Lasten die neue der Bannpflicht. Hierzu gehört vor allem der Jagdbann, da der Adel die Jagd als eigenes Vergnügen und Privileg ansah. Hierin ist auch der Ursprung der Straftatbestände der Jagd- und der Fischwilderei zu sehen, auch wenn diese inzwischen einen anderen Zweck (z. B. Artenschutz) erfüllt.

- Einen größeren Schein des Rechts hatte die Begründung des Bannzwanges für sich, wenn sich der Feudalherr als Aufseher über das Gewerbe insgesamt ansah und dem einen mit Ausschluss jedes anderen eine Konzession in Form eines Bannrechts verliehen.

- Eine dritte Art von Bannrechten sind die durch wirklichen Vertrag gegründeten, wenn etwa die Einwohner einer Gegend (oder ein Feudalherr), um einem Unternehmer zur Errichtung einer von ihnen gewünschten Gewerbsanstalt zu ermutigen, deshalb einen förmlichen Vertrag mit ihm eingingen, dass er z. B. eine Mühle bauen oder eine Kelter errichten solle, wogegen die Einwohner ihm zur Sicherung des Unternehmungsgewinnes versprachen, eine bestimmte Zeit hindurch oder auch ohne Zeitbestimmung bloß bei ihm ihre Früchte mahlen zu lassen oder ihre Trauben zu keltern.

## Aufhebung der Bannrechte
Alle Bannrechte standen mit dem Prinzip der Gewerbefreiheit und der Marktwirtschaft im direkten Widerspruch. Die Gesetzgebung hat daher die Bannrechte beseitigt und zwar teils gegen Entschädigung der Berechtigten, wie z. B. im Großherzogtum Hessen durch Gesetz vom 25. Februar 1818 und vom 15 Mai 1819, im Großherzogtum Oldenburg durch Gesetz vom 17. April 1819, in Baden durch Gesetz vom 28. August 1835, im Königreich Sachsen durch Gesetz vom 27. März 1838, teils ohne solche Entschädigung: in Bayern durch Verordnung vom 20. Dezember 1799, 30. Dezember 1801 etc., in Preußen hauptsächlich durch ein Edikt vom 28. Oktober 1810. Endlich hat die norddeutsche, dann die deutsche Gewerbeordnung vom 21. Juni 1869 (§§ 7 ff. GewO) bestimmt, dass vom 1. Januar 1873 an alle Zwangs- und Bannrechte, soweit sie noch nicht durch die Gesetzgebungen der einzelnen Staaten beseitigt, für aufgehoben gelten oder der Ablösung unterliegen.